# Marie Alix de Schaumbourg-Lippe
Titre
Duchesse de Schleswig-Holstein (épouse du prétendant)
10 février 1965 – 30 septembre 1980
(15 ans, 7 mois et 20 jours)
Marie Alix de Schaumbourg-Lippe, (en allemand : Marie Alix zu Schaumburg-Lippe), née le 2 avril 1923 à Bückeburg, Basse-Saxe, Allemagne et morte le 1er novembre 2021 au domaine de Bienebek an der Schlei, dans la commune de Thumby, Land de Schleswig-Holstein, en Allemagne, est une princesse allemande devenue, par mariage, duchesse de Schleswig-Holstein-Sonderbourg-Glücksbourg, puis de Schleswig-Holstein de 1965 à 1980.

## Biographie

### Famille
Marie Alix de Schaumbourg-Lippe est la fille unique de Stephan de Schaumbourg-Lippe (1891-1965), diplomate et d'Ingeborg d'Oldenbourg (1901-1996).
À sa naissance, elle est la nièce d'Adolphe II de Schaumbourg-Lippe (1883-1936), dernier souverain de la maison de Schaumbourg-Lippe, qui a abdiqué le 15 novembre 1918, à la suite de la révolution qui fait de sa principauté l'État libre de Schaumbourg-Lippe.
Marie Alix a un frère cadet : Georg-Moritz de Schaumbourg-Lippe (1924-1970), tué dans un accident d'automobile, sans alliance. Elle passe son enfance et sa jeunesse dans les divers lieux où son père est affecté en qualité de diplomate : Sofia, Rome, Rio de Janeiro, Buenos Aires (1940) et Santiago-du-Chili avant le retour de la famille en Allemagne en 1943.

### Mariage et descendance
Le 9 octobre 1947, Marie Alix de Schaumbourg-Lippe épouse à Glücksbourg, Pierre de Schleswig-Holstein-Sonderbourg-Glücksbourg, né au château de Louisenlund, à Güby, arrondissement de Rendsburg-Eckernförde, Land de Schleswig-Holstein, le 30 avril 1922 et mort le 30 septembre 1980 au domaine de Bienebek. Pierre est duc de Schleswig-Holstein-Sonderbourg-Glücksbourg, puis duc de Schleswig-Holstein de 1965 à 1980.
Quatre enfants sont nés de cette union , :
- Marita de Schleswig-Holstein-Sonderbourg-Glücksbourg (née au château de Louisenlund le 5 septembre 1948), en 1975, elle épouse le baron Wilfried von Plotho, banquier (1942), dont deux enfants : 
  - Christoph von Plotho (1976), épouse en 2010 Anahita Varzi (1980), dont un fils :
    - Antonius von Plotho (2013)

  - Irina von Plotho (1978), épouse en 2016 Julius von Bethmann-Hollweg (1977), dont un fils :
    - Nikolai von Bethmann-Hollweg (2017)

- Christophe de Schleswig-Holstein-Sonderbourg-Glücksbourg, ingénieur agronome (né au château de Louisenlund le 22 août 1949, où il est mort le 27 septembre 2023) ; duc de Schleswig-Holstein-Sonderbourg-Glücksbourg, duc de Schleswig-Holstein, il épouse en 1981 Élisabeth de Lippe-Weissenfeld (1957), dont quatre enfants :
  - Sophie de Schleswig-Holstein-Sonderbourg-Glücksbourg (1983), épouse en 2015 Anders Wahlquist (1968), dont deux enfants :
    - Cecil Wahlquist (né en 2016)
    - Sirai Wahlquist (née en 2018)

  - Friedrich Ferdinand de Schleswig-Holstein-Sonderbourg-Glücksbourg (1985), épouse en 2017 Anjuta Buchholz (1987), dont deux fils[7] :
    - Alfred de Schleswig-Holstein-Sonderbourg-Glücksbourg (né en 2019)
    - Albert de Schleswig-Holstein-Sonderbourg-Glücksbourg ;

  - Constantin de Schleswig-Holstein-Sonderbourg-Glücksbourg (1986)
  - Léopold de Schleswig-Holstein-Sonderbourg-Glücksbourg (1991)

- Alexandre de Schleswig-Holstein-Sonderbourg-Glücksbourg (né au domaine de Bienebek le 9 juillet 1953), en 1994, il épouse Barbara Fertsch (1961-2009), consultante en entreprise, dont deux enfants :
  - Elena de Schleswig-Holstein-Sonderbourg-Glücksbourg (1995)
  - Julian Nicolaus de Schleswig-Holstein-Sonderbourg-Glücksbourg (1997)

- Ingeborg de Schleswig-Holstein-Sonderbourg-Glücksbourg (né au domaine de Bienebek le 9 juillet 1956), artiste créatrice, en 1991, elle épouse Nicolas Broschek, entrepreneur (1942), dont un fils : 
  - Alexis Broschek (1995).

### Rôle caritatif
Marie Alix est cofondatrice, en 1949, de la Louisenlund Foundation et, durant plusieurs décennies, vice-présidente de la section du Holstein de la Croix-Rouge allemande.

### Mort et funérailles
Le 1er novembre 2021, Marie-Alix de Schaumbourg-Lippe meurt, à l'âge de 98 ans, des suites d'une longue maladie, en son domaine de Bienebek an der Schlei, dans la commune de Thumby, dans le Land de Schleswig-Holstein. Ses obsèques ont lieu le 11 novembre suivant dans la cathédrale de Schleswig, avant d'être inhumée le même jour dans la crypte familiale du château de Louisenlund.

## Titulature
- 2 avril 1923 — 9 octobre 1947 : Son Altesse la princesse Marie Alix de Schaumbourg-Lippe
- 9 octobre 1947 — 10 février 1965 : Son Altesse la princesse héréditaire de Schleswig-Holstein
- 10 février 1965 — 30 septembre 1980 : Son Altesse la duchesse de Schleswig-Holstein
- 30 septembre 1980 — 1er novembre 2021 : Son Altesse la duchesse douairière de Schleswig-Holstein

## Ascendance
|  |                                                   |  |  |  |  |  |  |  |  |  |  |  |  |
|  | 8. Adolphe Ier de Schaumbourg-Lippe               |  |  |  |  |  |  |  |  |  |  |  |  |
|  |                                                   |  |  |  |  |  |  |  |  |  |  |  |  |
|  |                                                   |  |  |  |  |  |  |  |  |  |  |  |  |
|  | 4. Georges de Schaumbourg-Lippe                   |  |  |  |  |  |  |  |  |  |  |  |  |
|  |                                                   |  |  |  |  |  |  |  |  |  |  |  |  |
|  |                                                   |  |  |  |  |  |  |  |  |  |  |  |  |
|  | 9. Hermine de Waldeck-Pyrmont                     |  |  |  |  |  |  |  |  |  |  |  |  |
|  |                                                   |  |  |  |  |  |  |  |  |  |  |  |  |
|  |                                                   |  |  |  |  |  |  |  |  |  |  |  |  |
|  | 2. Stephan de Schaumbourg-Lippe                   |  |  |  |  |  |  |  |  |  |  |  |  |
|  |                                                   |  |  |  |  |  |  |  |  |  |  |  |  |
|  |                                                   |  |  |  |  |  |  |  |  |  |  |  |  |
|  | 10. Maurice-François de Saxe-Altenbourg           |  |  |  |  |  |  |  |  |  |  |  |  |
|  |                                                   |  |  |  |  |  |  |  |  |  |  |  |  |
|  |                                                   |  |  |  |  |  |  |  |  |  |  |  |  |
|  | 5. Marie-Anne de Saxe-Altenbourg                  |  |  |  |  |  |  |  |  |  |  |  |  |
|  |                                                   |  |  |  |  |  |  |  |  |  |  |  |  |
|  |                                                   |  |  |  |  |  |  |  |  |  |  |  |  |
|  | 11. Augusta de Saxe-Meiningen                     |  |  |  |  |  |  |  |  |  |  |  |  |
|  |                                                   |  |  |  |  |  |  |  |  |  |  |  |  |
|  |                                                   |  |  |  |  |  |  |  |  |  |  |  |  |
|  | 1. Marie Alix de Schaumbourg-Lippe                |  |  |  |  |  |  |  |  |  |  |  |  |
|  |                                                   |  |  |  |  |  |  |  |  |  |  |  |  |
|  |                                                   |  |  |  |  |  |  |  |  |  |  |  |  |
|  | 12. Pierre II d'Oldenbourg                        |  |  |  |  |  |  |  |  |  |  |  |  |
|  |                                                   |  |  |  |  |  |  |  |  |  |  |  |  |
|  |                                                   |  |  |  |  |  |  |  |  |  |  |  |  |
|  | 6. Frédéric-Auguste II d'Oldenbourg               |  |  |  |  |  |  |  |  |  |  |  |  |
|  |                                                   |  |  |  |  |  |  |  |  |  |  |  |  |
|  |                                                   |  |  |  |  |  |  |  |  |  |  |  |  |
|  | 13. Élisabeth de Saxe-Altenbourg                  |  |  |  |  |  |  |  |  |  |  |  |  |
|  |                                                   |  |  |  |  |  |  |  |  |  |  |  |  |
|  |                                                   |  |  |  |  |  |  |  |  |  |  |  |  |
|  | 3. Ingeborg d'Oldenbourg                          |  |  |  |  |  |  |  |  |  |  |  |  |
|  |                                                   |  |  |  |  |  |  |  |  |  |  |  |  |
|  |                                                   |  |  |  |  |  |  |  |  |  |  |  |  |
|  | 14. Frédéric-François II de Mecklembourg-Schwerin |  |  |  |  |  |  |  |  |  |  |  |  |
|  |                                                   |  |  |  |  |  |  |  |  |  |  |  |  |
|  |                                                   |  |  |  |  |  |  |  |  |  |  |  |  |
|  | 7. Élisabeth-Alexandrine de Mecklembourg-Schwerin |  |  |  |  |  |  |  |  |  |  |  |  |
|  |                                                   |  |  |  |  |  |  |  |  |  |  |  |  |
|  |                                                   |  |  |  |  |  |  |  |  |  |  |  |  |
|  | 15. Marie de Schwarzbourg-Rudolstadt              |  |  |  |  |  |  |  |  |  |  |  |  |
|  |                                                   |  |  |  |  |  |  |  |  |  |  |  |  |
|  |                                                   |  |  |  |  |  |  |  |  |  |  |  |  |